# Mortal Love
I Mortal Love sono un gruppo musicale gothic metal e rock norvegese formatosi nel 2000 a Elverum . Hanno sospeso l'attività a tempo indefinito nel 2011, a causa degli impegni nelle rispettive vite private.

## Stile
Particolarità del gruppo è stata la combinazione di chitarre e sintetizzatori con la doppia voce, soprano e tenore. I primi tre album pubblicati, dal 2002 al 2006, con l'etichetta Massacre Records, costituiscono una trilogia di storie d'amore e relazioni fallite come i titoli stessi indicano.

## Formazione

### Ultima formazione
- Cat (Catherine Nyland) – voce femminile (2000 – 2011)
- Lev  (Hans Olav Kjeljebakken) – basso e voce maschile (2000 – 2011)
- Rain6 (Lars Bæk) – chitarre e programmazione (2000 – 2011)
- Damous (Pål Wasa Johansen) – batteria (2000 – 2011)
- Mulciber (Ole Kristian Odden) – tastiere e programmazione (2000 – 2011)

### Ex componenti
- Gabriah (Ørjan Jacobsen) – chitarre (2000 – 2005)

## Discografia

### Album in studio
- 2002 – All The Beauty...
- 2005 – I Have Lost...
- 2006 – Forever Will Be Gone

### EP
- 2005 – Adoration

### Raccolte
- 2011 – Best of the Trilogy ...All the Beauty I Have Lost Forever Will Be Gone

### Singoli
- 2009 – Crave Your Love